# Christoph von Dohnányi
Christoph von Dohnányi (ur. 8 września 1929 roku w Berlinie) – niemiecki dyrygent pochodzenia węgierskiego.

## Życiorys
Wnuk kompozytora Ernsta von Dohnányiego. Jako dziecko uczył się gry na fortepianie, jednak dalsze studia muzyczne przerwał wybuch II wojny światowej. Jego ojciec Hans von Dohnanyi oraz wuj Dietrich Bonhoeffer zostali straceni za działalność w opozycji antyhitlerowskiej. Po wojnie studiował prawo na Uniwersytecie Monachijskim. Podjął też naukę kompozycji i dyrygentury w monachijskiej Hochschule für Musik, uzyskując w 1951 roku nagrodę im. Richarda Straussa. Edukację kontynuował u swojego dziadka na Florida State University w Tallahassee oraz u Leonarda Bernsteina w Berkshire Music Center w Tanglewood.
W latach 1952–1957 zatrudniony był jako korepetytor i dyrygent w operze we Frankfurcie nad Menem. W kolejnych latach pracował jako dyrektor muzyczny i dyrygent w Lubece (1957–1963), Kassel (1963–1966), Frankfurcie nad Menem (1968–1975) i Hamburgu (1977–1984). W latach 1964–1969 dyrygował ponadto orkiestrą symfoniczną rozgłośni WDR w Kolonii. W 1984 roku został dyrektorem muzycznym Cleveland Orchestra. W latach 1994–1997 był gościnnym dyrygentem, a od 1997 roku głównym dyrygentem Philharmonia Orchestra w Londynie. Gościnnie występował m.in. z orkiestrami Opery Wiedeńskiej, mediolańskiej La Scali, nowojorskiej Metropolitan Opera, Berliner Philharmoniker i Koninklijk Concertgebouworkest. Wykonywał zarówno klasyczny, jak i współczesny repertuar. Poprowadził prapremierowe przedstawienia oper Der junge Lord (1965) i Die Bassariden (1966) Hansa Wernera Henzego oraz Baal (1981) Friedricha Cerhy.
Odznaczony Wielką Srebrną Odznaką Honorową za Zasługi dla Republiki Austrii (1992).
Jego żoną była śpiewaczka operowa Anja Silja.